# Pema Wangdak
Khenpo Pema Wangdak (Purang, 1954) es un monje budista tibetano de la tradición Sakya, creador del bur yig, un método braille para el idioma tibetano.
Fue designado por S.S. Gongma Trichen Sakya Trizin 41 como máximo representante de la Tradición Sakya del budismo tibetano para difundir el budismo en lengua inglesa.

## Reseña biográfica
Nació en la región de Purang, al este del Tíbet. Su familia escapó del Tíbet, en 1959, rumbo a la India. Pema fue el único de cinco hermanos que sobrevivió a la dura travesía.
A los siete años, se ordenó como monje en el linaje sakya del budismo tibetano. En 1980, recibió el grado de acharya (maestro) en el Central Institute of Higher Tibetan Studies en Benarés, India.
En 1982, Gongma Trichen Sakya Trizin 41, envió a  Khenpo Pema Wandak a los EE. UU. a difundir el budismo. Tenía entonces 28 años de edad. Fue el primer monje de la nueva generación de maestros tibetanos de la escuela Sakya en el continente americano.
Ya en EE. UU., en 1989, inauguró la Fundación Vikramalasila, conformada por varios centros Palden Sakya de Nueva York, Woodstock y Philmont.La misión de esta Fundación (sin ánimos de lucro) es la de coordinar actividades de formación entre el público de habla inglesa en EE. UU. y el resto de monásticos que practica la filosofía budista en India y Tíbet, especialmente, en los monasterios bajo su jurisdicción. 
Es fundador del Instituto Monástico Pema Tsál en Pokhara, Nepal, y de la Escuela Pema Tsál en Mundgod, India.
Es maestro invitado en el Centro Budista Sakya (Paramita) de Alicante (España) Sakya Rinchen Ling en Bolivia.
Ha dictado seminarios, cursos de formación y retiros alrededor del mundo, especialmente en Argentina y México.
En el año 2007, Sakya Trizin Ngawang Kunga, la máxima autoridad de su linaje, le otorgó el título de Khenpo, en reconocimiento a su labor en la difusión de las enseñanzas filosóficas pacifistas.Debido a su labor humanitaria internacional, en 2009, también recibió la Medalla de Honor de la Isla Ellis en Nueva York, convirtiéndose en el primer tibetano en recibir este galardón.
Actualmente, continúa con su labor docente.

## Reconocimientos
El 9 de mayo de 2009, Khenpo Pema Wandak recibió la Ellis Island Medal of Honor, otorgada por la NECO (National Ethnic Coalition of Organizations: coalición nacional étnica de organizaciones) por su labor humanitaria de la coalición de organizaciones de la ética nacional alrededor del mundo, siendo el primer tibetano en recibir este galardón.  